# JC
För andra betydelser, se JC (olika betydelser).
JC, eller JC Jeans Company, var en svensk klädkedja som grundades 1962 och skulle komma att profilera sig som en jeansbutik. Efter flera års förluster ansökte företaget om konkurs i april 2019.
Namnet "JC" stod ursprungligen för "Junior Center". Den betydelsen lämnades i slutet av 1970-talet och från 1990 stod förkortningen istället för "Jeans & Clothes". 2012 ändrades betydelsen till "Jeans Company".

## Historik
JC grundades 1962 när de två butiksinnehavarna Arne Karlsson i Halmstad och Gunnar Lenfors i Varberg gick samman och startade kedjan under namnet Junior Center. Under september året därpå öppnade de sin första butik i Helsingborg. Idén var att tillhandahålla ett mode enbart till juniorer. År 1969 blev de en frivillig fackkedja.   
Under 1970-talet började kedjan satsa på jeans och 1976 kom det egna jeansmärket Crocker.   
Under 1980-talet växte kedjan ytterligare och skapade en kollektion av barnkläder, Rabbit, som på vissa orter fick egna butiker.
I början av 1990-talet fick kedjan det nya namnet JC Jeans & Clothes med en ny logotyp. 1999 upplöste JC den frivilliga fackkedjan och andelarna i företaget omvandlades till aktier som gavs till ägarna.  
Under 2001 var JC som störst med en årsomsättning strax under 2 miljarder kronor. De 110 butikerna sålde 20 procent av alla jeans i Sverige. I mitten på december 2011 hade JC 145 butiker i Sverige, Norge och Finland. RNB Retail and Brands, som köpt JC 2006, sålde företaget till kinesiska Denim Island AB 2013.
Under 2016-2017 genomgick JC en rekonstruktion och i juni 2017 fick de en ny ägare, den förra styrelseledamoten Iliya Meric som även blev vd.
Den 25 april 2019 ansökte JC om konkurs. Tingsrätten försatte företaget i konkurs samma dag. De 30 kvarvarande JC-butikerna hölls öppna till andra halvan av maj 2019, då en slutlig utförsäljning skedde. I efterhand har det visat sig att ägarna köpte jeans till överpriser och trots förlusterna fortsatte skicka pengar till ett bolag i Seychellerna.
De främsta anledningarna till tillbakagången och i längden konkursen var ökad konkurrens i kombination med att de nya ägarna hade stora ambitioner att växa.

## Organisation

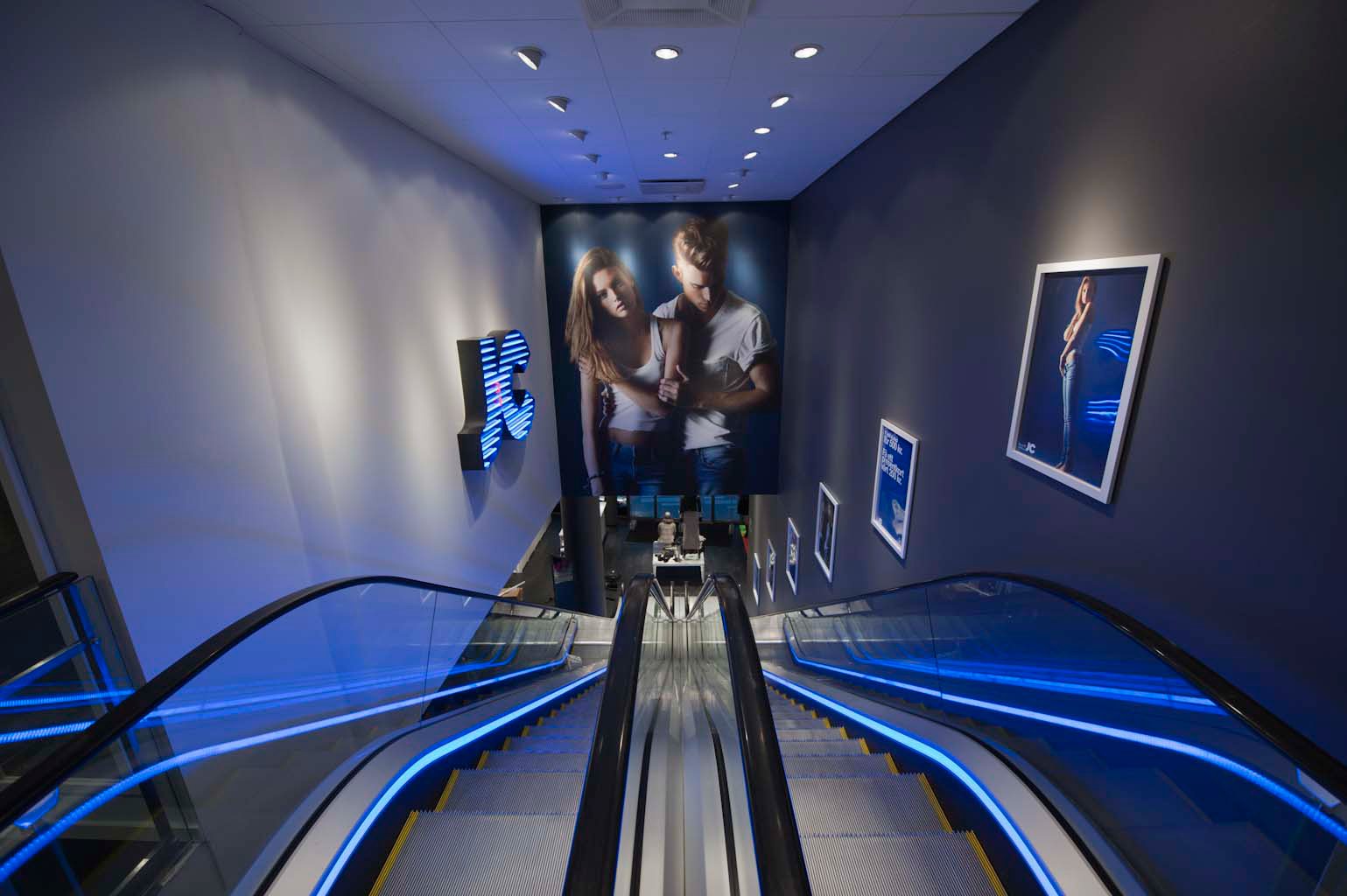
JC Jeans & Clothes butik vid Hötorget i Stockholm.

JC var ett aktiebolag, organisationen beskrevs som en matrisorganisation där samtliga anställda var ansvariga inför en chef.

## Affärsidé

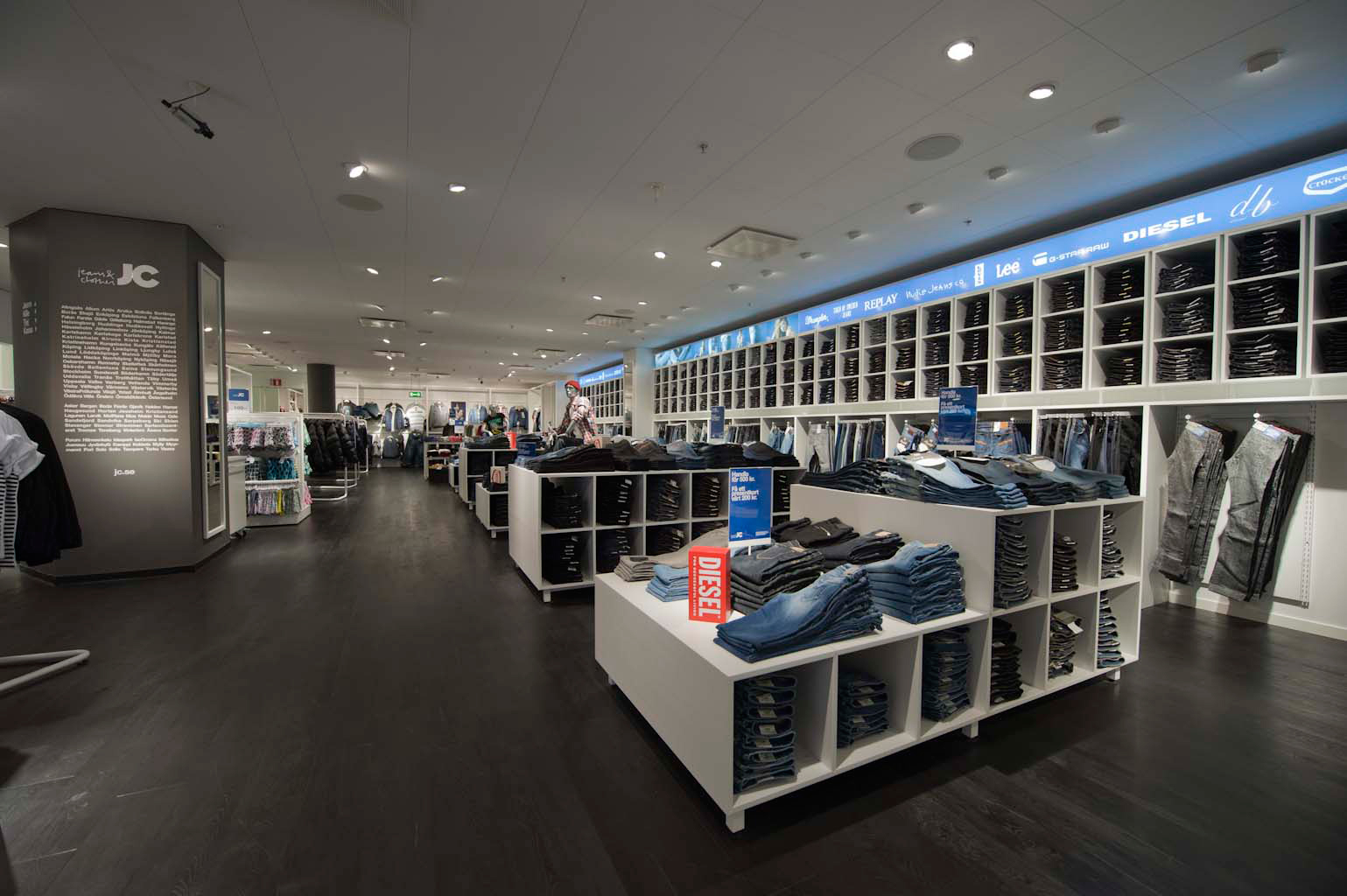
JC:s butik vid Hötorget i Stockholm.

Företagets affärsidé var att utveckla och driva koncept för modebutiker på den svenska och internationella klädmarknaden. 